# Klamath (fleuve)
Le Klamath est un fleuve de 423 km de long qui coule au sud de l'Oregon et au nord de la Californie, à l'ouest des États-Unis. Il traverse les chaînes côtières du Pacifique et se jette dans l'océan Pacifique.

## Géographie
En débit moyen, le Klamath est le deuxième plus grand fleuve en Californie après le Sacramento. Il draine un vaste bassin hydrographique de près de 41 000 km2) qui s'étend du pays aride du centre-sud de l'Oregon jusqu'à la forêt tempérée de la côte du Pacifique. Contrairement à la plupart des rivières, le Klamath commence dans le haut désert et s'écoule vers les montagnes, en parcourant la chaîne des Cascades et les monts Klamath, avant d'atteindre la mer. Le bassin supérieur, en grande partie agricole, contenait autrefois de vastes marécages qui fournissaient des habitats pour une faune abondante, y compris des millions d'oiseaux migrateurs. La majeure partie du bassin inférieur montagneux reste sauvage.
La rivière Klamath est la troisième plus grande rivière productrice de saumons et de truites arc-en-ciel sur la côte ouest des États-Unis contigus. Ses populations de saumon et de truite arc-en-ciel se sont adaptées à des températures et à des niveaux d'acidité exceptionnellement élevés par rapport aux autres rivières du Pacifique Nord-Ouest. Le bassin versant de la rivière – le bassin Klamath – s’étend sur plus de 39 000 km2 et est connu pour ses forêts riches en biodiversité, ses vastes zones de nature sauvage désignée et ses marais d’eau douce qui fournissent un habitat clé aux oiseaux migrateurs.

## Histoire
Les nombreux poissons étaient une source importante de nourriture pour les Amérindiens, qui ont habité le bassin pendant au moins 7 000 ans . Les premiers Européens à entrer dans le bassin de la rivière Klamath étaient des trappeurs pour le compte de la compagnie de la Baie d'Hudson dans les années 1820. Ils y ont établi la piste Siskiyou. Pendant plusieurs décennies de colonisation blanche, les peuples indigènes ont été forcés de se retrouver dans des réserves. Au cours des derniers jours de la ruée vers l'or en Californie la rivière Klamath et ses affluents a vu apparaître de nombreuses mines, causant des dommages considérables à l'environnement. Les conflits et les maladies introduites ont laissé les tribus autochtones avec seulement 10 % de leur population d'origine.
Les bateaux à vapeur fonctionnaient brièvement sur les grands lacs du bassin supérieur, contribuant à la croissance de villes comme Klamath Falls, avant d'être remplacées par des chemins de fer à la fin du XIXe siècle. Aux XIXe et XXe siècles, le bassin supérieur est devenu une région agricole productive et de nombreux barrages ont été construits pour assurer l'irrigation et l'hydroélectricité. Dans les années 1960, la rivière Klamath a été ciblée par des projets beaucoup plus importants, mais finalement infructueux pour augmenter l'approvisionnement en eau dans d'autres parties de la Californie. L'un de ces projets, aurait renversé l'ensemble du flux de la rivière Klamath pour approvisionner les fermes et les zones urbaines du centre et du sud de la Californie.
Aujourd'hui, le Klamath est une rivière récréative populaire et une importante source d'eau pour l'agriculture. Il comprend plusieurs des plus longues portions navigables de rivière en Californie, y compris d'excellentes étendues d'eaux vives. Cependant, les barrages et les détournements dans le bassin supérieur ont souvent causé des problèmes de qualité de l'eau dans la moitié inférieure de la rivière. Les groupes environnementaux et les tribus indigènes ont proposé de vastes modifications de l'utilisation de l'eau dans le bassin du Klamath, y compris l'élimination de certains barrages sur la rivière pour élargir l'habitat du poisson. Ils s'inquiètent de ce qui est maintenant l'accord de restauration du bassin du Klamath, un plan de gestion de l'eau signé par les communautés locales, les gouvernements, les groupes tribaux, les écologistes et les pêcheurs. La proposition a été approuvée par le Département de l'Intérieur des États-Unis mais n'a pas été autorisée par le Congrès.

## Restauration écologique
Quatre barrages hydroélectriques sur la rivière Klamath ont été démolis en octobre 2024, après près de deux décennies de négociations entre les représentants locaux, les tribus, les groupes de conservation et la société de services publics qui exploite les barrages. Cela constitue le plus grand démantèlement de barrages aux Etats-Unis. Cela a permis la migration du saumon vers le bassin supérieur de la Klamath pour la première fois en plus de 100 ans, et a établi de nouvelles lignes directrices pour l’utilisation de l’eau de la Klamath afin de parvenir à un compromis entre les besoins agricoles et les flux de pêche.

## Principaux affluents
- Shasta
- Scott
- Salmon
- Trinity